# Pinhão (Alijó)
Pinhão es una freguesia portuguesa del concelho de Alijó, con 3,00 km² de área y 829 habitantes (2001). Densidad de población: 276,3 hab/km².